# Omri Afek
Omri Afek (in ebraico עמרי אפק‎?; Kiryat Ono, 31 marzo 1979) è un ex calciatore israeliano, di ruolo centrocampista.

## Palmarès

### Club

#### Competizioni nazionali
- Campionato israeliano: 3

Hapoel Tel Aviv: 1999-2000
Beitar Gerusalemme: 2006-2007
Maccabi Haifa: 2008-2009
- Coppa d'Israele: 1

Hapoel Tel Aviv: 1999-2000
- Coppa Toto: 1

Maccabi Haifa: 2007-2008